# Siempre habrá un mañana
Siempre habrá un mañana es una telenovela mexicana dirigida por Arturo Salgado y producida por Valentín Pimstein para la cadena Televisa en 1974. Fue protagonizada por Meche Carreño, Eduardo Alcaraz y Gastón Melo, con la actuación antagónica de Aurora Molina. Es una historia original de la cubana Inés Rodena adaptada por Estella Calderón.

## Sinopsis
La trama cuenta la vida de Mercedes, una joven y humilde lavandera, que un día conoce a Arturo, un joven licenciado que viene de la capital. Arturo y Mercedes se enamoran. Él tiene que regresar a la capital y ella acuerda esperarlo. Al regresar a la capital, Arturo conoce a una mujer de la alta sociedad quien se enamora de él, y por ambición, acepta casarse. Arturo no le puede decir la verdad a Mercedes ya que esto la destrozara. Sin embargo, la pobre lavandera terminara enterándose de la peor manera del cruel engaño de su amado. Al final, Mercedes termina encontrado el verdadero amor en Carlos, un hombre que si la valora, pero existirá otro obstáculo para ser feliz, la frívola novia de este, Pilar.

## Elenco
- Meche Carreño† - Mercedes
- Eduardo Alcaraz† - Carlos
- Gastón Melo - Arturo
- Aurora Molina† - Pilar
- Malena Doria† - Asunción
- Rosa Furman†
- Mario Casillas
- Eugenia Avendaño†
- Alejandro Rey†
- Carlos Rotzinger†
- Gloria Mestre†

## Equipo de producción
- Historia original: Inés Rodena
- Adaptación: Estella Calderón
- Dirección general: Arturo Salgado
- Productor Ejecutivo: Valentín Pimstein

## Versiones
- Siempre habrá un mañana es un remake de la telenovela venezolana "María Mercé, La Chinita", producida por la cadena Venezolana de televisión en 1968, protagonizada por Carlos Cámara y Lila Morillo.

## Categorías
- Datos: Q16942277